# Obersuhl
Obersuhl ist der größte Ortsteil der Gemeinde Wildeck im Landkreis Hersfeld-Rotenburg im Nordosten von Hessen und auch Sitz der Gemeindeverwaltung.

## Geographische Lage
Obersuhl liegt südöstlich des Richelsdorfer Gebirges im Berka-Gerstunger-Becken und wird vom westlichen Weihe-Zufluss Suhl durchflossen.

## Geschichte

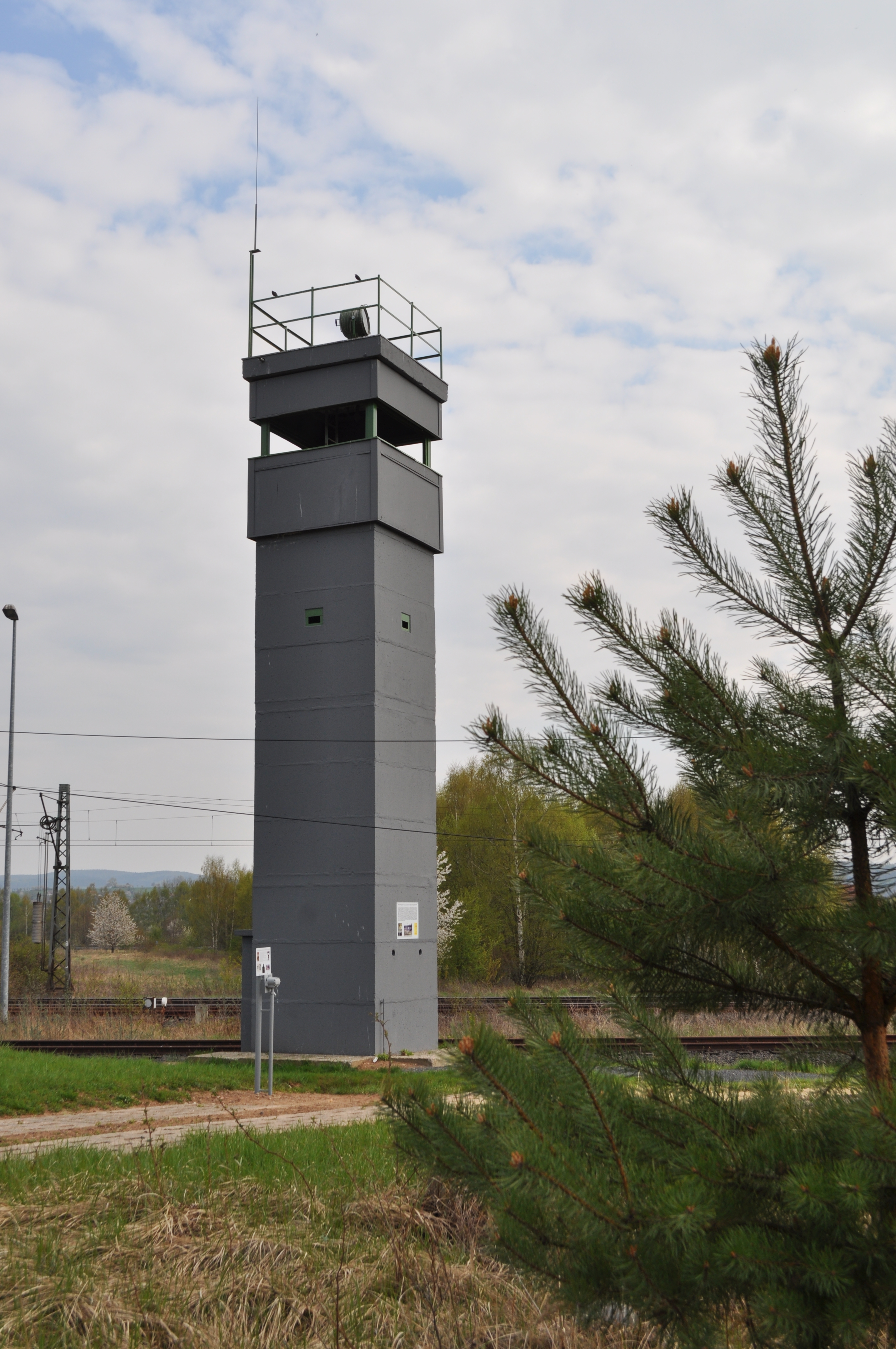
DDR-Beobachtungsturm

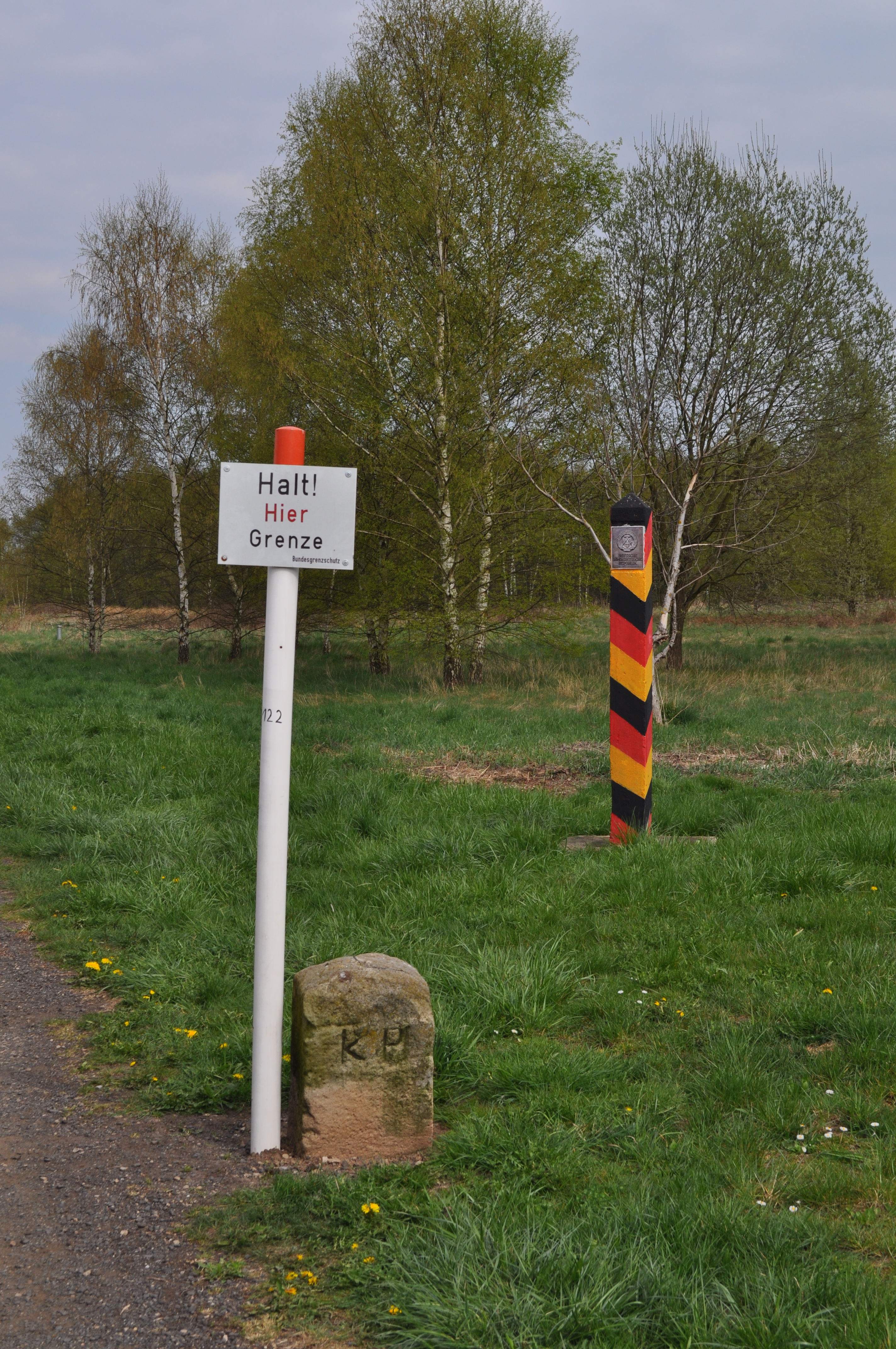
Grenzpfosten am Grenzlehrpfad

Grenzöffnung in Obersuhl auf einer Briefmarke der Bundespost

In Urkunden des Bistums Fulda aus dem 10. Jahrhundert werden Güter in Sulaha oder Sulaho erwähnt. Möglicherweise handelt es sich um die ersten urkundlichen Erwähnungen des Ortes. Ab 1323 gehörte Obersuhl zum Verwaltungsbezirk Schloss und Burg Wildeck, dem Amt Wildeck. Nachdem im Jahr 1363 der Ort Hönebach zum Amt Wildeck gekommen war, wurde dieses vom Abt von Fulda im Jahr 1364 an die Trotte zu Lehen gegeben. Beide Orte waren durch das thüringische Amt Gerstungen (Bosserode, Raßdorf, Großensee) voneinander getrennt. Das Amt Wildeck und damit auch Obersuhl fiel 1412 an die Landgrafschaft Hessen. Mit der 1567 erfolgten Erbteilung gehört Obersuhl zur Landgrafschaft Hessen-Kassel. Ab 1579 wurde das Gericht Obersuhl zum Amt Rotenburg gerechnet. Von 1627 bis 1835 wurde es als Teil der Rotenburger Quart Bestandteil von Hessen-Rotenburg.
1849 wurde die hessische Nordbahn in Betrieb genommen. Erst nach erheblichen Bemühungen wurde 1890 ein Haltepunkt in Obersuhl eingerichtet. Die Eisenbahn führte zu einem wirtschaftlichen Aufschwung des Ortes. Bis zur Wiedervereinigung lag der Ort direkt an der Grenze zur DDR, nahe dem nordöstlich in Thüringen gelegenen Untersuhl. Die Lage im extremen Zonenrandgebiet führte zu massiven wirtschaftlichen Nachteilen und einer Vielzahl von durch den Eisernen Vorhang getrennten Familien.
Im Zuge der Gebietsreform in Hessen entstand am 31. Dezember 1971 die neue Gemeinde Wildeck durch den Zusammenschluss der bisher selbständigen Gemeinden Bosserode, Hönebach, Obersuhl, Raßdorf und Richelsdorf. Für alle ehemals eigenständigen Gemeinden wurde je ein Ortsbezirk mit Ortsbeirat und Ortsvorsteher nach der Hessischen Gemeindeordnung gebildet. Sie bestehen aus den Gebieten der ehemaligen Gemeinden.

## Politik
Ortsbeirat
Der Ortsbeirat besteht aus neun Mitgliedern. Nach den Kommunalwahlen in Hessen 2021 gehören ihm fünf Mitgliedern der SPD, zwei Mitglieder der FWG, ein Mitglied der CDU und ein Mitglied der FDP an. Ortsvorsteher ist Michael Kaufmann (SPD).
Wappen
Am 21. August 1968 wurde der Gemeinde Obersuhl im damaligen Landkreis Rotenburg ein Wappen mit folgender Blasonierung verliehen: Im schräglinks von Gold und Grün geteilten Schild oben eine grüne Krämerwaage, unten drei schräg übereinandergestellte, senkrechte goldene Ähren. Den Schild umgibt – ausgenommen am Schildhaupt – ein rot-weiß gestückter Faden.

## Ehemalige innerdeutsche Grenze
Die innerdeutsche Grenze lag unmittelbar an der Ortsgrenze. Der Grenzverlauf war so geschnitten, dass das letzte Haus der Straße teilweise auf DDR-Gebiet lag und die Grenze die Straße nach Untersuhl diagonal trennte, dass ein Befahren der letzten Meter bis zur Grenzbefestigung mit dem einen Rad auf dem Gebiet der Bundesrepublik und dem anderen auf dem der DDR erfolgte. Im Rahmen eines Gebietstausches wurde daraufhin eine Arrondierung des Gebietes vorgenommen.
Die Grenze zerschnitt nicht nur die Straße nach Untersuhl, sondern auch die daneben verlaufende Eisenbahnstrecke. Zur Sicherung der Grenze wurde neben der Bahnlinie ein runder Beobachtungsturm des Typs BT-11 errichtet. 1982 wurde dieser durch einen viereckigen Turm des Typs BT-9 ersetzt. Während die Grenzbefestigungen nach der Wende und friedlichen Revolution abgerissen wurden, ist der BT-9 erhalten und Teil des Grenzlehrpfades.
An die innerdeutsche Grenze erinnern der Grenzlehrpfad Obersuhl sowie das Grenzmuseum. Der Grenzlehrpfad verläuft entlang der ehemaligen Grenze und zeigt Grenzsteine aus preußischer Zeit, die Grenzbefestigungen der DDR sowie den Beobachtungsturm. Auf verschiedenen Informationstafeln sind Aspekte des Grenzregimes dargestellt. Eine Tafel erinnert an die Toten an der innerdeutschen Grenze in Obersuhl.
Das Grenzmuseum ist eine private Einrichtung. Die Sammlung von Exponaten rund um die Grenze kann nach telefonischer Anmeldung kostenfrei besichtigt werden.

## Kultur und Sehenswürdigkeiten
Über das nahegelegene Natur- und Vogelschutzgebiet Rhäden bei Obersuhl und Bosserode informiert ein Infozentrum in Obersuhl.
Für die unter Denkmalschutz stehenden Kulturdenkmale des Ortes siehe die Liste der Kulturdenkmäler in Obersuhl.

### Kirchen

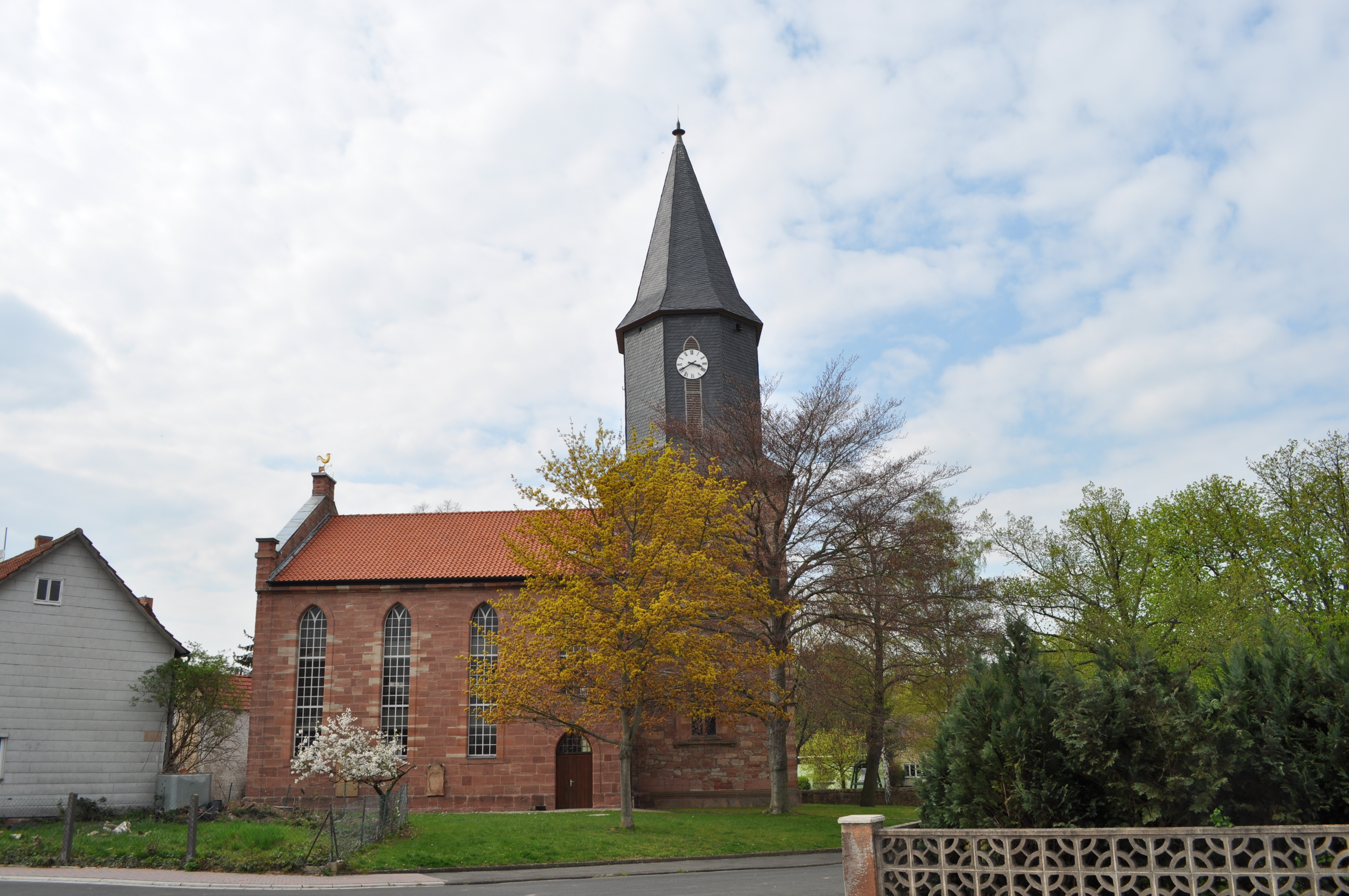
Kirche der evangelisch-reformierten Kirchengemeinde Obersuhl

Die Kirche der evangelisch-reformierten Kirchengemeinde Obersuhl ist die älteste und größte Kirche des Ortes. Turm und Chorraum stellen die ältesten Teile des Sandsteingebäudes dar und stammen aus dem Jahr 1518. In der Mitte des 19. Jahrhunderts wurde das Kirchenschiff abgerissen und durch einen größeren Neubau ersetzt. Eine Sanierung des Kirchturms erfolgte in den Jahren 1996 bis 2000. 2002 wurde der Kirchenraum renoviert. Moderne Decken- und Wandmalereien des Künstlers Tobias Kammerer wurden bei dieser Renovierung angebracht.
Daneben bestehen in Obersuhl eine evangelisch-methodistische Kirche und eine selbständige evangelisch-lutherische Kirchengemeinde.

### Galerie

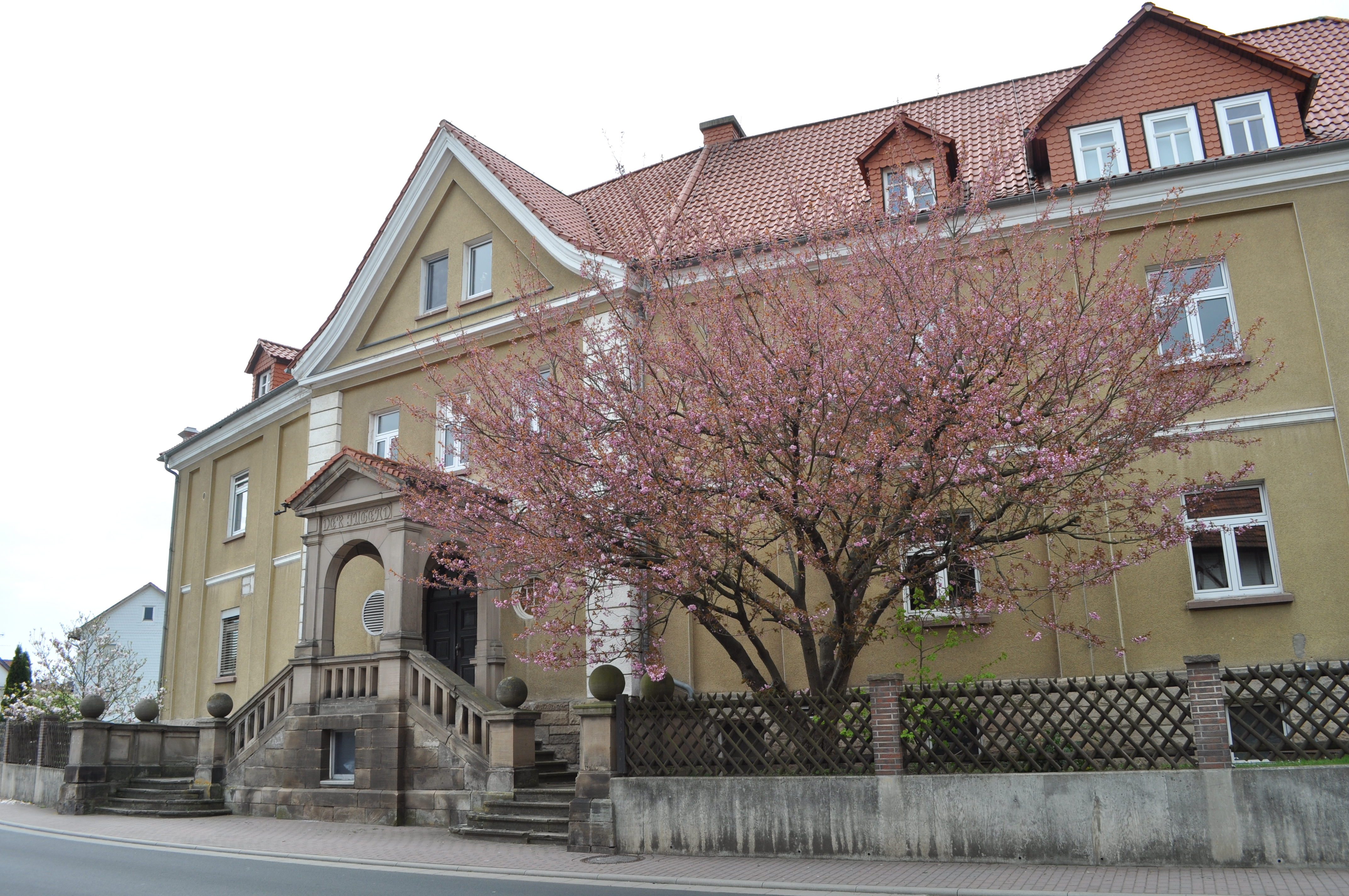
Ehemalige Schule
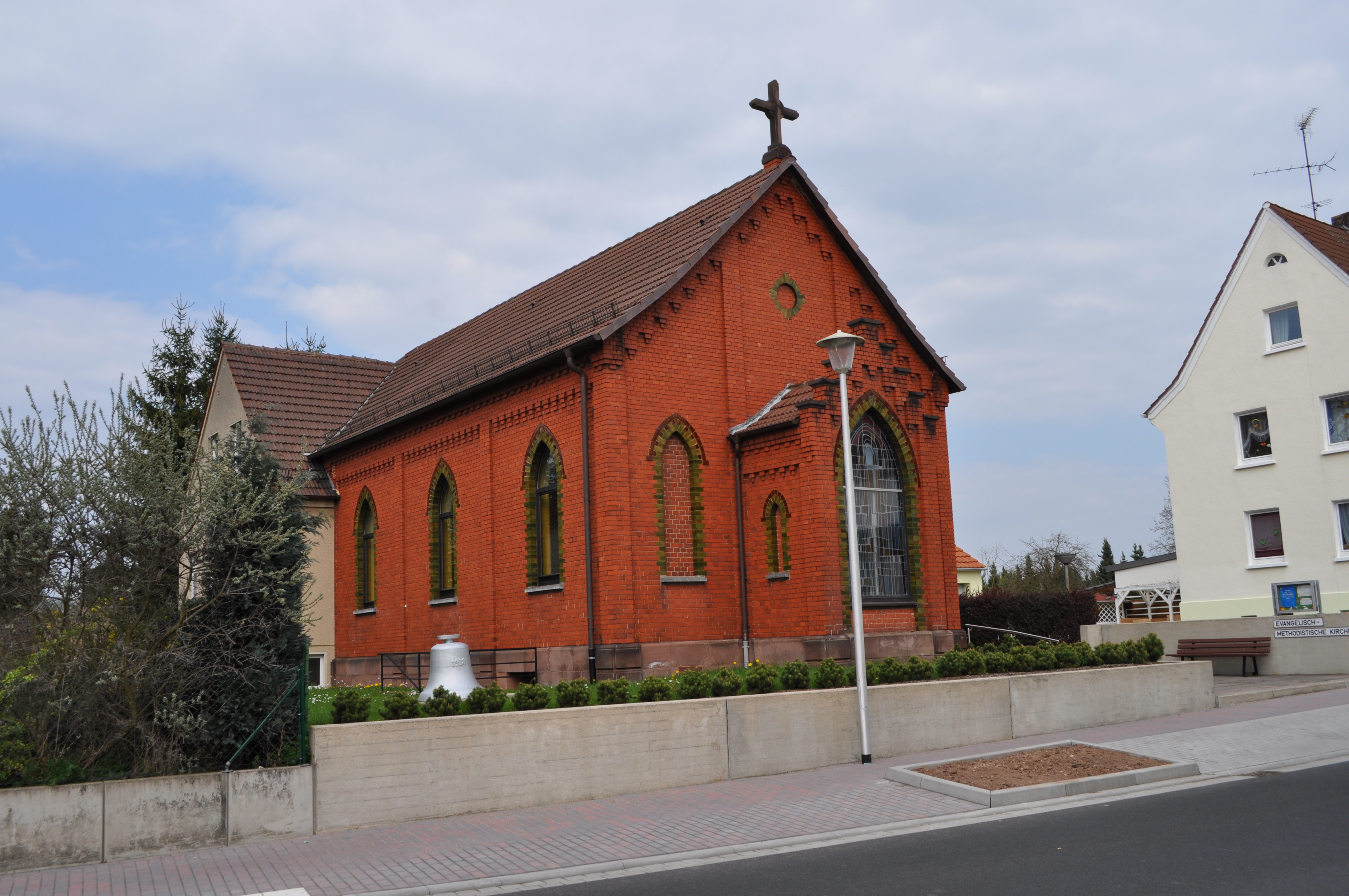
Evangelisch-methodistische Kirche
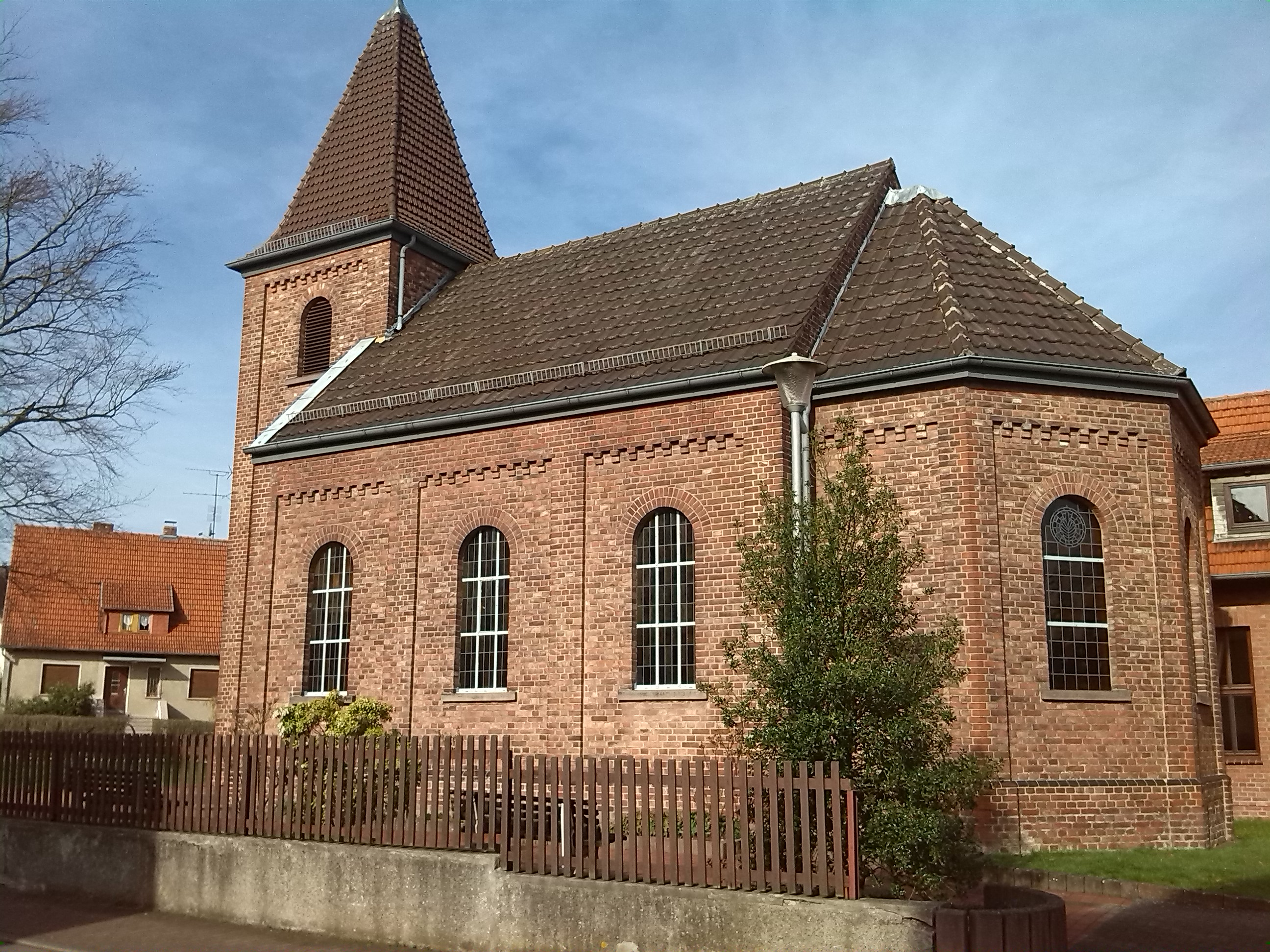
Evangelisch-lutherische Kirche
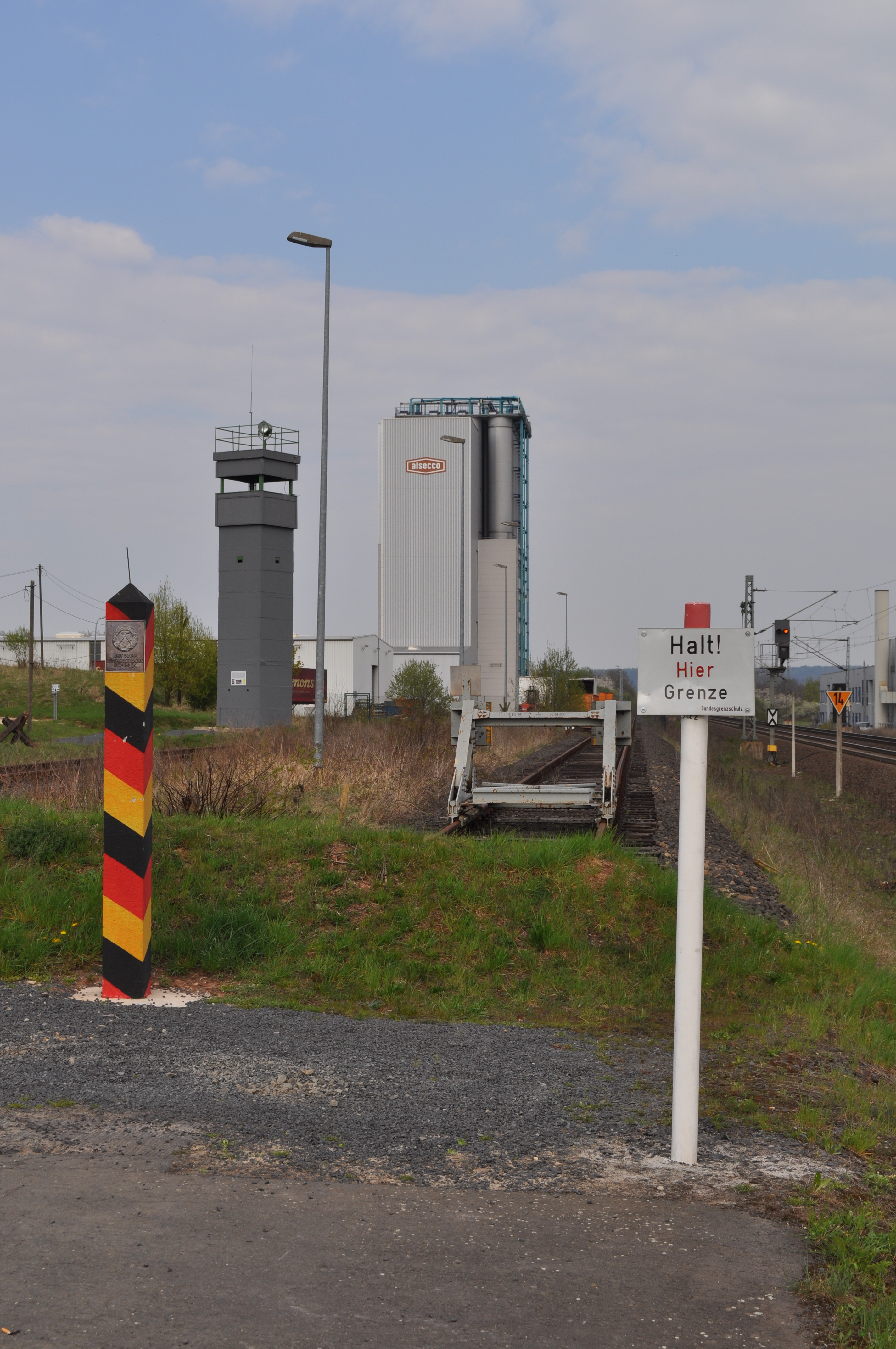
Grenzturm
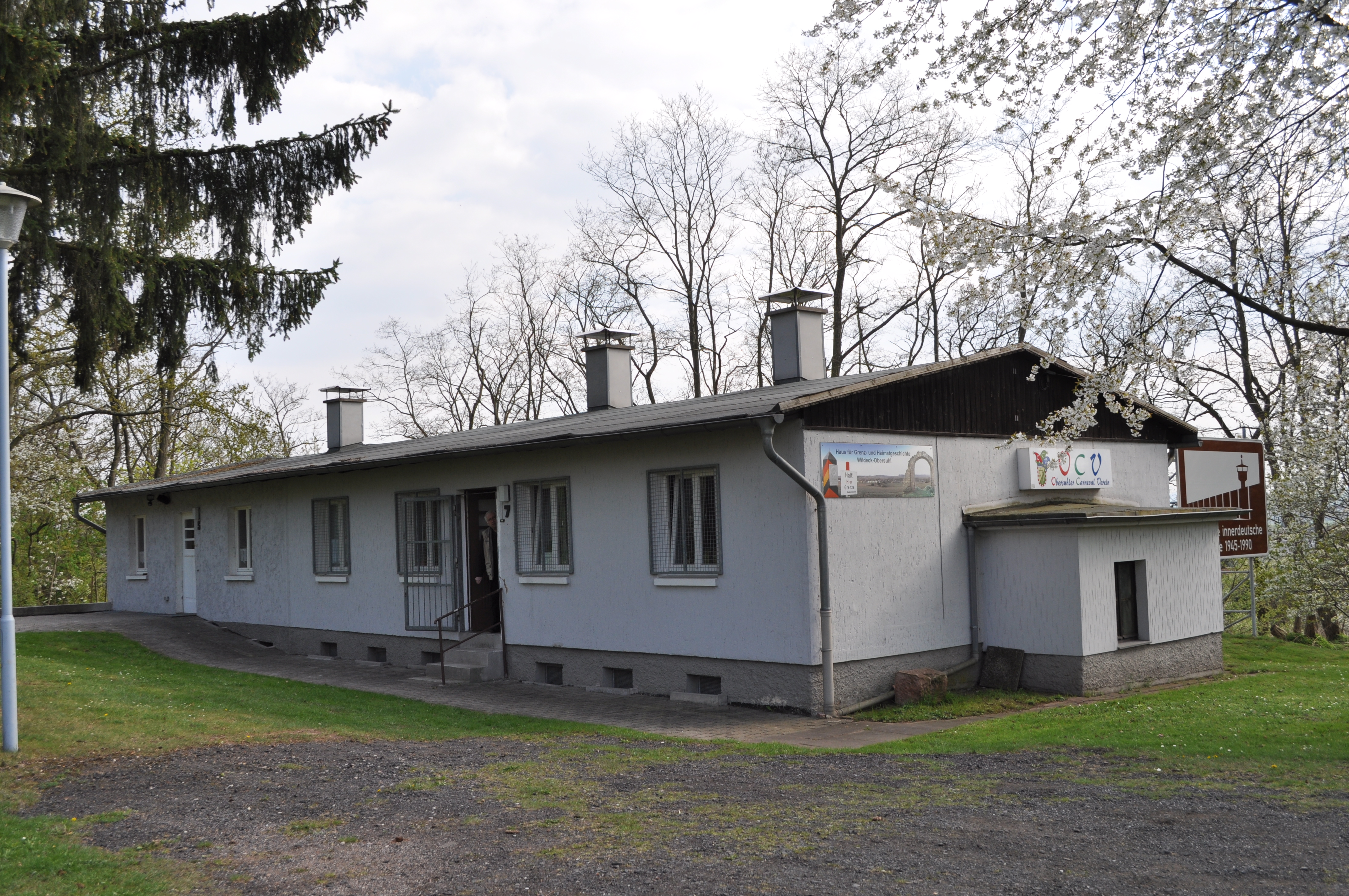
Grenzmuseum

## Wirtschaft und Infrastruktur

### Öffentliche Einrichtungen
In Obersuhl bestehen
- ein Bürgerhaus,
- ein Freibad,
- ein Hallenbad,
- ein Sportplatz,
- eine Großsporthalle und
- Tennisplätze.

### Bildung
- Obersuhl verfügt über einen evangelischen Kindergarten, eine Grundschule und die integrierte Gesamtschule Blumenstein.
- Im Rathaus befindet sich die öffentliche Bibliothek.

### Verkehr
Durch Obersuhl verläuft die Landesstraße 3251. Im Norden liegt die Autobahnausfahrt Nr. 35 Wildeck-Obersuhl der Bundesautobahn 4. Obersuhl ist auch Haltepunkt an der Thüringer Bahn.

## Persönlichkeiten

### Söhne und Töchter der Stadt
- August Rosenstock (1849–1903), Gutsbesitzer und Abgeordneter des Provinziallandtages der preußischen Provinz Hessen-Nassau, geboren und gestorben in Obersuhl
- Oskar Löber (1869–19??), Autor, evangelischer Pfarrer, Theologe und Oberregierungsrat
- Hans Nitsche (1893–1962), Politiker (SPD), MdL
- Walter Kersten (1926–2011), Biochemiker, Professor an der Universität Erlangen-Nürnberg
- Wilfried Gliem (* 1946), Volksmusikinterpret, Mitglied der Wildecker Herzbuben
- Manfred Hassebrauck (* 1953), Sozialpsychologe, Professor an der Gerhard-Mercator-Universität Duisburg und Bergischen Universität Wuppertal.
- Anton Bovier (* 1957), Mathematiker und Physiker, Professor an der TU Berlin und Universität Bonn
- Werner Heckmann (* 1961), Trompeter